# Operacja Panzerfaust
Operacja Panzerfaust (niem. Unternehmen Panzerfaust) – niemiecka operacja wojskowa przeprowadzona w czasie II wojny światowej, 15–16 października 1944 roku w Budapeszcie, mająca na celu zapobieżenie wycofaniu się Węgier z walki u boku III Rzeszy.

## Historia
Gdy w październiku 1944 roku Adolf Hitler dowiedział się, że ówczesny regent Królestwa Węgier admirał Miklós Horthy planuje sekretne rokowania z Armią Czerwoną w sprawie ewentualnej kapitulacji Węgier, wysłał oddział specjalny pod dowództwem Ottona Skorzenego w celu powstrzymania Horthyego. Hitler obawiał się, że kapitulacja Węgier odetnie drogę powrotu milionom niemieckich żołnierzy walczących na Bałkanach.
Początkowo próbowano skłonić Horthyego do uległości, porywając jego syna Miklósa (operacja Mickey Mouse). Choć porwanie udało się, to nie udało się zaszantażować admirała, który wystosował radiowo propozycję rozejmu z ZSRR. W tej sytuacji zdecydowano się na siłowe obalenie rządu Horthyego, przy użyciu komandosów, regularnych wojsk oraz przy pomocy faszystowskiego stronnictwa strzałokrzyżowców. Przed akcją ambasador Niemiec Edmund Veesenmayer aresztował regenta bez użycia siły, nie wiadomo, jak przekonał admirała do oddania się w ręce nazistów.
Oprócz komanda Skorzenego, w operacji Panzerfaust użyto także 30 czołgów typu Königstiger z 22 Dywizji Pancernej i 8 czołgów typu Panther – wspomogły one SS-manów i elitarne jednostki spadochroniarzy w szturmowaniu bunkrów na Wzgórzu Zamkowym w Budapeszcie. Obrońcy wytrzymali około trzydzieści minut, po czym się poddali. Podczas gdy Niemcy atakowali bunkry, rząd Horthyego podpisał bezwarunkową kapitulację Węgier.
Aby utrzymać Węgry w stanie wojny ze Związkiem Radzieckim, Niemcy utworzyli nowy rząd, który anulował poprzednie postanowienia (między innymi o kapitulacji). Szefem rządu został wierny Hitlerowi Ferenc Szálasi – przywódca strzałokrzyżowców. Faszystowskie Państwo Węgierskie walczyło po stronie państw Osi do kwietnia 1945 roku, kiedy to ostatni niemieccy żołnierze zostali wyparci z Węgier przez Armię Czerwoną, a część z wiernych rządowi Szálasiego wycofała się wraz z nim do Niemiec i walczyła aż do ich ostatecznej kapitulacji.